# 駐日タジキスタン大使館
駐日タジキスタン大使館（ちゅうにちタジキスタンたいしかん、タジク語: Сафорати Тоҷикистон дар Ҷопон、英語: Embassy of Tajikistan in Japan）は、タジキスタンが日本の首都東京に設置している大使館である。

## 沿革
1991年12月28日の日本によるタジキスタンの国家承認、1992年2月2日の両国間の外交関係開設を経て、2007年11月28日に開設された（在タジキスタン日本国大使館は兼勤駐在官事務所として2002年1月16日に開館し、2016年1月1日に大使館へ格上げされた）。

## 所在地
〒141-0021　東京都品川区上大崎一丁目5-42 上大崎コンパウンド2階及び3階

## 大使
2024年7月18日より、サリム・ファルホドが特命全権大使を務めている。